# Jeszenszky Danó
Kisjeszeni Jeszenszky Danó (Losonc, 1824. január 5. – Budapest, 1906. október 27.) ügyvéd, közjegyző, költő, újságíró, a Petőfi Társaság tagja.

## Élete
Iskoláit szülővárosában, Selmecbányán és Pozsonyban végezte. Itt 1844-ben Petőfi Sándor lakótársa volt.
Az ügyvédi vizsgát 1848-ban tette le. Az 1847-48. pozsonyi országgyűlésen gróf de la Motte Károly követe (absentium ablegatus) volt. A szabadságharc alatt a nógrádi nemzetőri zászlóaljnál főhadnagy volt s részt vett a schwechati csatában. Később Debrecenben a pénzügyi minisztériumban fogalmazóként szolgált, majd Losonc város térparancsnoka lett. Midőn az oroszok 1849 augusztusában felégették a várost, menekülni volt kénytelen. Visszatérte után a Losoncon működő polgári s katonai vegyes vizsgáló bíróság elé állíttatott, de a közben kiadott amnesztia folytán a vád alól felmentetett.
1852. január 1-jén nősült. Felesége Tóth Vilma volt. Fia Jeszenszky Sándor (1852-1917) államtitkár, és Jeszenszky István (1873-?) bölcseleti doktor, magyar és latin nyelv és irodalom tanára.
A szabadságharc után, mint "kompromittált egyén" Balassagyarmaton volt ügyvéd, hol 22 évig működött és takarékpénztárt alapított. Az ügyvédi kamarák felállításakor a balassagyarmati ügyvédi kamara megválasztotta elnökévé. 1875-ben közjegyzőnek neveztetett ki, 1879-ben pedig hasonló minőségben Budapestre helyeztetett át.

## Irodalmi munkássága
A Petőfi Társaság tagjának választotta, egyben e társaság pénztárnoka is lett.
Költeményeket írt a Szivárványba (1844), a Pesti Divatlapba (1848) és melléklapjába, a Nemzetőrbe (1848).
Alapító szerkesztője volt a balassagyarmati Felvidéki Magyar Közlöny című lapnak, melynek 1862. július 1.-1863. április 21. között, összesen 31 száma jelent meg, majd a lap megszűnt.
Losonc történetét és az oroszok általi feldúlását írta meg a Vahot Imre által kiadott Losonczi Phönixbe (1851), és a Vasárnapi Ujságba (1859). Leveleket írt Nógrádból a Budapesti Hírlapba (1854. 340. sz.), a Hölgyfutárba (1861. 50. szám) és a Honba (1865. 227. szám).
Utóbb költeményei Temérdek névvel jelentek meg a fővárosi lapokban és folyóiratokban. Ez utalás származására, ugyanis a Turóc vármegyei eredetű kisjeszerni Jeszenszky család legrégebbi ismert őse járdáni Temérdek András volt, aki 1255-ben kapott nemességet IV. Béla királytól.

## Munkái
- Költemények, (Temérdek névvel), Pallas, Budapest, 1888
- Költemények, (Temérdek névvel), Ism. Fővárosi Lapok 49. sz., Budapest, 1889
- Költemények, (Temérdek névvel), 2. kiadás, Pátria Irodalmi Vállalat, Budapest, 1905
- Felvidéki Magyar Közlöny, Balassagyarmat, 1862. július 1.-1863. április 21. (Álneve és jegyei: Jeszenői Danó, Jesz…y Danó és J. D.)